# Дакославянский язык

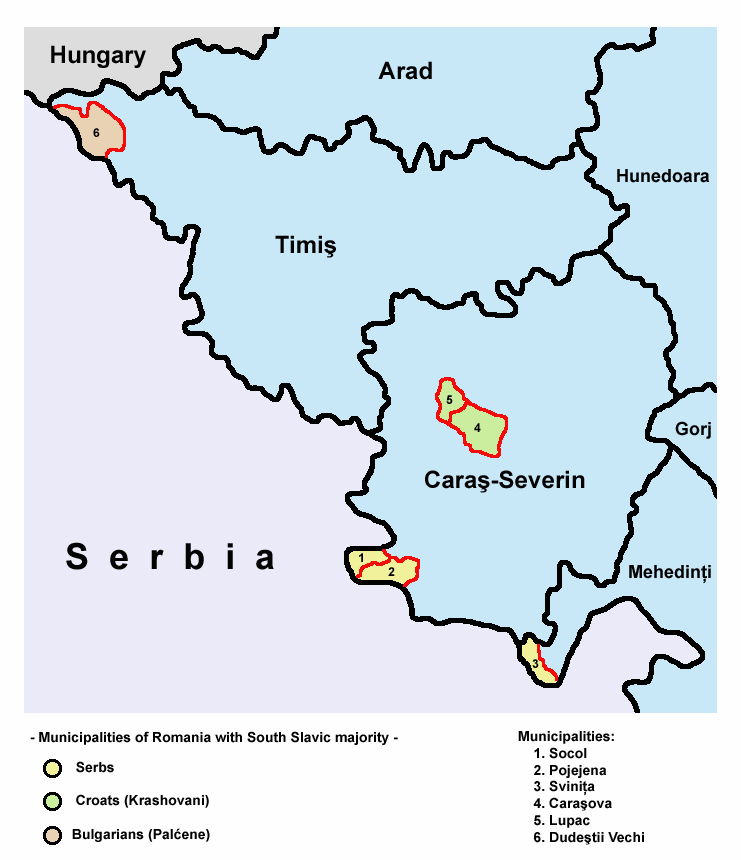
Область распространения крашованского диалекта обозначена зеленым цветом

Дакославянский (дако-славянский) язык/диалект или язык севернодунайских славян — гипотетический славянский язык или диалект праславянского, являющийся связующим звеном между северославянскими (в основном, восточнославянскими) и южнославянскими языками. Выделяется такими исследователями, как Попович, Петрович, Райхенкрон, Трубачев, Пушкарю и другими.

## Исследования
Изучение дакорумынского языка показало наличие в нем специфической лексики и семантики славянского происхождения, а также смягчение зубных перед e, i польско-словацкого типа, чуждое южнославянским языкам.

### Примеры дакославизмов
Примерами дакославизмов в румынском являются следующие пары:
- рум. zăpádă (снег) — рус. запа́д [тропы снегом]
- рум. nisip (песок) — рус. на́сыпь
- рум. Ohaba, Ohabiţa — рус. охабити
- рум. lapă (рука) — рус. лапа
- рум. mînjí (мазать) — рус. музюкать
- рум. zapor (корь) — рус. за́пор и запо́р

### Потомки
Потомком дакославянского языка может являться крашованский (карашевский) диалект, на котором разговаривают в нескольких селах Баната и который традиционно относят к тимокско-лужницкому диалекту, предполагая переселение его носителей в нынешнюю область расселения в средние века из болгаро-сербского пограничья, где распространено торлакское наречие. В то же время, у самих крашован (карашевцев) отсутствуют какие-либо предания об их приходе оттуда.
Важной особенностью крашованского диалекта, выделяющей его из южнославянских языков, является отсутствие окончания творительного падежа единственного числа о-основ на -омь, вместо которого наличествует окончание на -ам, сближающее его с северославянскими языками (западнославянскими и восточнославянскими вместе), которым свойственно окончание -ъмь.
Среди отличий крашованского диалекта от сербохорватских диалектов упоминается отсутствие количественных и интонационных различий, что приводило к попыткам рассматривать его как диалект болгарского.
Также, крашованский диалект сохраняет праславянский ять, мягкие зубные, архаичные окончания множественного числа и прочие особенности, сближающие его с польским и русским языками.
Всё обозначенное выше позволяет говорить о том, что крашованский диалект представляет собой вторично югославизированный архаичный восточнославянский диалект
.